# Time of Our Lives
Time of Our Lives è un singolo del rapper statunitense Pitbull con la partecipazione del cantante Ne-Yo, estratto come quinto singolo dall'album Globalization di Pitbull e come terzo dall'album Non-Fiction di Ne-Yo. Il singolo è il secondo che vede una collaborazione tra i due artisti, dopo Give Me Everything.

## Descrizione
Il brano è stato scritto da Ne-Yo e da Pitbull, e prodotto da Dr. Luke. Il testo raffigura la situazione di un ragazzo che fatica ad arrivare alla fine del mese e decide di spendere quel poco che ha e che gli serve dedicandolo al tempo prezioso della sua vita.

## Video musicale
Il video musicale è ambientato nel capodanno del 1999 ed inizia con una scena dove una famiglia discute se riuscirà a saldare i debiti entro la fine dell'anno. Successivamente si vedono i due cantanti fare una festa in casa loro fino alla fine dell'anno.

## Classifiche
| Classifica        | Posizione più alta |
| ----------------- | ------------------ |
| Australia         | 12                 |
| Austria           | 26                 |
| Belgio (Fiandre)  | 3                  |
| Belgio (Vallonia) | 7                  |
| Canada            | 10                 |
| Croazia           | 1                  |
| Germania          | 22                 |
| Ungheria          | 4                  |
| India             | 10                 |
| Italia            | 31                 |
| Messico           | 1                  |
| Nuova Zelanda     | 12                 |
| Paesi Bassi       | 15                 |
| Norvegia          | 9                  |
| Sudafrica         | 4                  |
| Regno Unito       | 27                 |
| Stati Uniti       | 9                  |